# Jeltje van Nieuwenhoven
Jeltje van Nieuwenhoven (Noordwolde, 2 agosto 1943) è una politica olandese, è stata deputata degli Stati generali dal 1981 al 2004 a nome del Partito Laburista (PvdA).
Tra il 1998 e il 2002 è stata presidente della Tweede Kamer, risultando così la prima donna ad assumere tale incarico nella storia dei Paesi Bassi. Nel 2004, Van Nieuwenhoven lascia l'Aula per diventare deputato della provincia dell'Olanda Meridionale. Dal 2010 è membro del consiglio comunale de L'Aia e anche presidente della frazione del partito per conto del suo partito.

## Biografia
Jeltje van Nieuwenhoven è nata a Noordwolde, nel comune di Weststellingwerf (Frisia). Dopo aver ottenuto il suo MULO e ha seguito una formazione come bibliotecaria. Ha frequentato questo corso tra il 1960 e il 1979. Nel frattempo, aveva aderito al Partito del Lavoro e ha tenuto funzioni di partito, tra cui assessore e consigliere comunale nel comune di Vinkeveen e Waverveen (fusosi nel 1989 con De Ronde Venen).

### Membro del Parlamento per la Seconda Camera

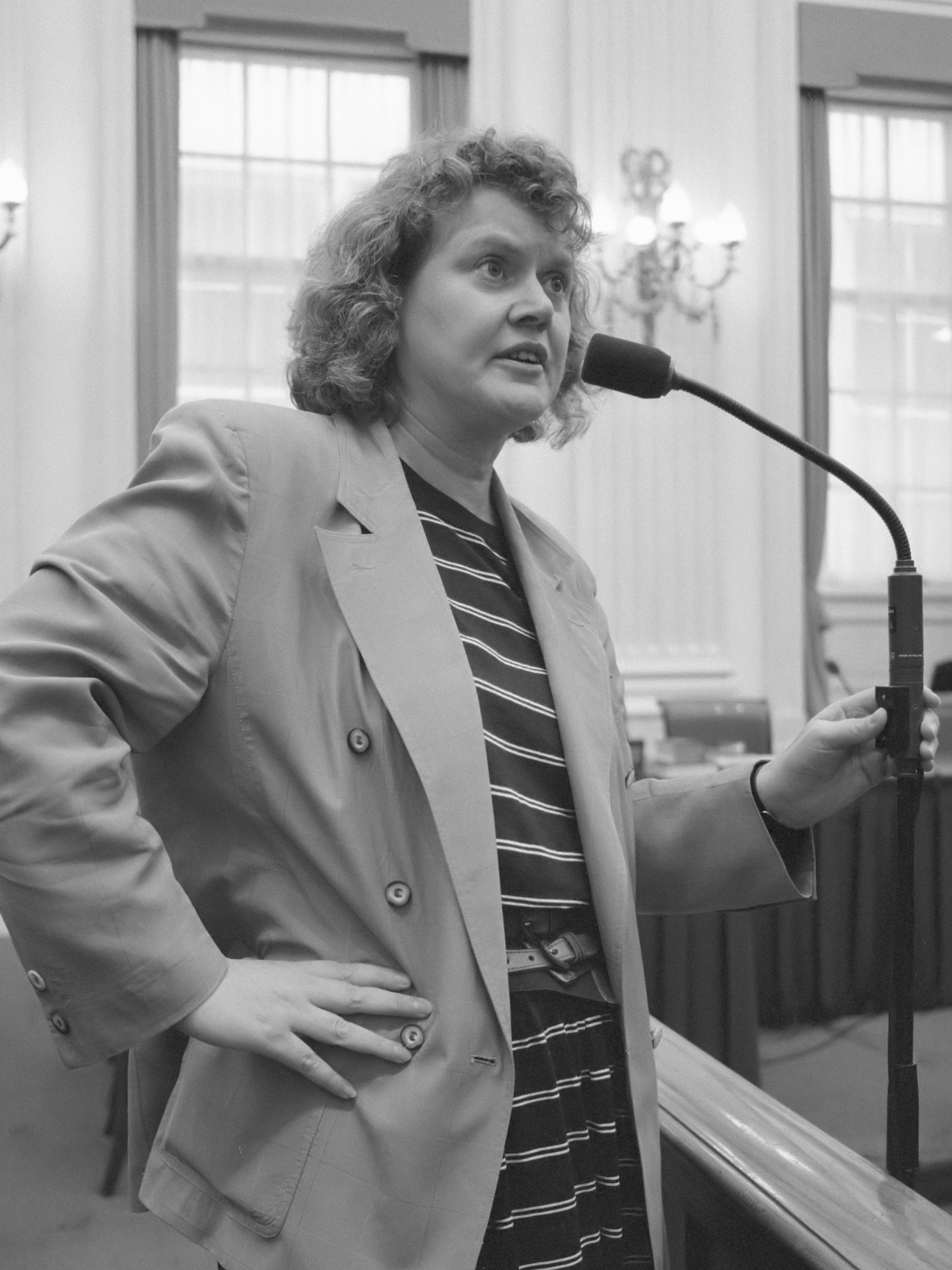
Van Nieuwenhoven nella Seconda Camera (1989).

Il 15 settembre 1981 è stata eletta membro della Tweede Kamer. Dopo una breve interruzione nel 1982/1983 è stata continuamente membro del Parlamento olandese. Nella Camera dei rappresentanti, Jeltje van Nieuwenhoven si è concentrata sui temi riguardanti l'arte, la cultura e la politica culturale internazionale. È stata anche presidente del comitato permanente per gli affari delle Antille olandesi e di Aruba.
Tra il 1998 e il 2002 è stata presidente della Tweede Kamer, come prima donna nella storia olandese a diventarlo. Dopo la sconfitta elettorale del PvdA nel 2002, divenne leader del partito: pose fine alla presidenza della Camera dei Rappresentanti. Nel 2002 è stata battuta da Wouter Bos in un referendum interno al vertice del partito per le elezioni del 2003 del PvdA. È diventata poi vicepresidente.
Il re spagnolo la onorò con l'onorificenza di Gran Croce dell'Ordine di Isabella la Cattolica.

### Abbandono del seggio parlamentare
Alla fine dell'ottobre 2004, ha lasciato la Tweede Kamer. Il giorno dopo si è insediata come membro dell'Esecutivo provinciale dell'Olanda meridionale. Al congresso PvdA del 29 gennaio 2005, le è stato assegnato il Golden Pin del partito, che in precedenza era stato assegnato a Joop den Uyl e Max van der Stoel. Il 15 marzo 2006, ha annunciato che avrebbe rassegnato le dimissioni dalla carica di rappresentante immediatamente, su consiglio dei medici. Soffriva di ipertensione e affaticamento. Il 30 luglio 2006 è stata ospite del noto programma VPRO Zomergasten.

### Dal 2006
A partire dal 1º ottobre 2006 è stata ambasciatore del trasporto pubblico, una posizione che ha mantenuto per due giorni alla settimana fissata dal Ministero dei Trasporti con il compito di mediazione tra i diversi partiti nel trasporto pubblico. Nel 2008 è stato annunciato che avrebbe potuto mantenere quella posizione per altri due anni. Il 19 ottobre 2010 ha rilasciato il suo rapporto finale.
Nel 2009, Van Nieuwenhoven ha sconfitto Marnix Norder in un'elezione per la lista di leader del PvdA alle elezioni municipali del 2010 a L'Aia. Nel marzo 2010 è stata eletta consigliere comunale. È stata anche presidente del gruppo PvdA. Alle elezioni municipali del 2018 era nella 26ª posizione di ineleggibilità. Dopo una carriera politica di 40 anni ha detto addio alla vita politica.